# Liste des branches de la sociologie

## Sous-disciplines et sociologies spécialisées
Le classement ci-dessous a une seule valeur indicative.
- Macrosociologie
- Microsociologie
- Recherche-action
- Sociobiologie
- Sociolinguistique
  - Sociologie du langageSociologie des idées politiques
- Sociologie de l'art
  - Sociocritique
  - Sociologie de l'architecture (en)
  - Sociologie de la musique
  - Sociologie du théâtre
  - Sociologie des émotions
- Sociologie des catastrophes
- Sociologie clinique (ou sociologie appliquée)
- Sociologie de la communication
- Sociologie de la connaissance
  - Sociologie des sciences
  - Sociologie des sciences humaines
  - Sociologie de la sociologie
- Sociologie économique
  - Sociologie du développement
  - Socioéconomie
  - Sociologie de l'entreprise
  - Sociologie de l'environnement
  - Sociologie de la finance et des marchés
- Sociologie de l'éducation
  - Sociologie de l'éducation nationale
- Sociologie de la famille
- Sociologie historique
- Sociologie de l'imaginaire
- Sociologie des classes, des inégalités et de la stratification sociale
  - Sociologie des classes sociales
  - Sociologie des inégalités sociales
  - Sociologie de la stratification sociale
- Sociologie juridique
  - Sociologie de la déviance
  - Criminologie
  - Sociologie des systèmes pénitentiaires (= pénologie)
  - Sociologie de la prison
- Sociologie de la justice sociale
- Sociologie des genres (ou des rapports sociaux des sexes)
  - Sociologie du féminin
  - Sociologie du masculin
- Sociologie de l'intégration
  - Sociologie des migrations et de l'immigration
  - Sociologie des relations raciales et ethniques
- Sociologie de la culture
  - Sociologie des cultures (= Cultural Studies)
- Sociologie des logiques d'action
- Sociologie des générations
  - Sociologie de l'enfance
  - Gérontologie
- Sociologie du loisir
  - Sociologie du cinéma
  - Sociologie du corps
  - Sociologie du sport
  - Sociologie du temps libre
  - 𝚂𝚘𝚌𝚒𝚘𝚕𝚘𝚐𝚒𝚎 𝚍𝚞 𝚝𝚘𝚞𝚛𝚒𝚜𝚖𝚎
- Sociologie mathématique (en)
  - sociographie
  - sociométrie
  - Sociologie informatique
- Sociologie des médias
- Sociologie des mouvements sociaux
- Sociologie des organisations
  - Analyse institutionnelle
- Sociologie des rapports sociaux
- Sociologie des religions
- Sociologie des réseaux
  - Analyse des réseaux sociaux
  - Théorie des acteurs-réseaux
- Sociologie de la santé et de la médecine (= sociologie médicale)
- Sociologie du temps
- Sociologie du travail ou industrielle
- Sociologie militaire
- Sociologie politique
  - Glottopolitique (Sociologie des politiques de la langue)
  - Sociologie du conflit (voir aussi : Relations internationales)
  - Sociologie du terrorisme (en)
  - Sociologie du vote
- Sociologie pragmatique
- Sociologie pratique (voir sociologie clinique)
- Sociologie de la sécurité
- Sociologie urbaine
- Sociologie rurale